# Сент-Люсія на літніх Олімпійських іграх 2020
Сент-Люсію на літніх Олімпійських іграх 2020 представляли п'ять спортсменів у трьох видах спорту.

## Спортсмени
| Вид спорту       | Чоловіки | Жінки | Загалом |
| ---------------- | -------- | ----- | ------- |
| Легка атлетика   | 0        | 1     | 1       |
| Вітрильний спорт | 1        | 1     | 2       |
| Плавання         | 1        | 1     | 2       |
| Загалом          | 2        | 3     | 5       |